# Rolf Müller (Pharmazeut)
Rolf Müller (geboren 1965 in Düren) ist ein deutscher Pharmazeut. Er ist seit 2003 Professor für Pharmazeutische Biotechnologie an der Universität des Saarlandes. Im Jahr 2009 wurde er Gründungsdirektor des Helmholtz-Institut für Pharmazeutische Forschung Saarland (HIPS). Neben seiner Rolle als Geschäftsführender Direktor leitet er am HIPS die Abteilung für Mikrobielle Naturstoffe. Sein Team konzentriert sich auf Naturstoffe aus Myxobakterien, als Quelle für die Entwicklung neuer Wirkstoffe, insbesondere Antibiotika. Neben der Entdeckung neuer Naturstoffe umfasst Müllers Arbeit auch deren biotechnologische und chemische Optimierung sowie die Analyse deren Wirkmechanismen. Ziel ist die Weiterentwicklung der entdeckten Naturstoffe zu Wirkstoffen für die Anwendung am Menschen (Translationale Forschung). Im Jahr 2003 wurde Rolf Müller mit dem BioFuture-Preis ausgezeichnet; 2010 erhielt er den Dechema-Preis. Im Jahr 2021 wurde Rolf Müller für seine Arbeiten auf dem Gebiet der Biomedizinischen Mikrobiologie von der Deutschen Forschungsgemeinschaft (DFG) mit dem Gottfried Wilhelm Leibniz-Preis ausgezeichnet.

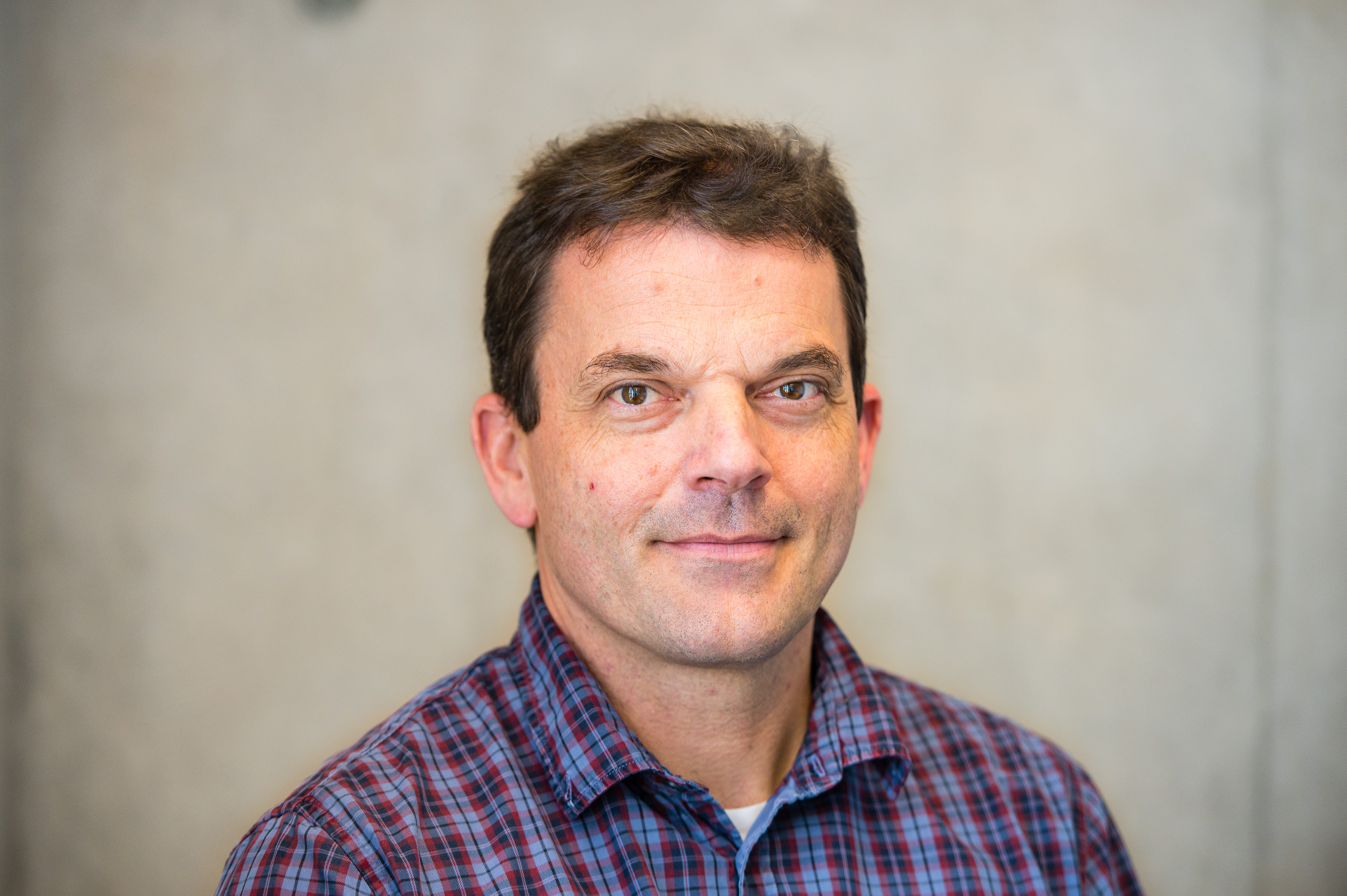
Rolf Müller, Professor für Pharmazeutische Biotechnologie an der Universität des Saarlandes und Geschäftsführender Direktor des HIPS

## Werdegang
Müller studierte Pharmazie an der Universität Bonn, wo er 1991 seine Approbation als Apotheker erhielt. Im Anschluss absolvierte er ein Promotionsstudium am Lehrstuhl für Pharmazeutische Biologie der Universität Bonn über die Menachinon- und Enterobactin-Biosynthese in Escherichia coli. Nach einem Aufenthalt als Postdoc an der University of Washington in Seattle kam er als Nachwuchsgruppenleiter an die Gesellschaft für Biotechnologische Forschung (heute Helmholtz-Zentrum für Infektionsforschung, HZI) nach Braunschweig. Im Jahr 2000 habilitierte sich Rolf Müller an der Technischen Universität Braunschweig über die „Molekularbiologie der Biosynthese von Antibiotika in Actinomyceten und Myxobakterien“. Seit 2003 ist er W3-Professor für Pharmazeutische Biotechnologie an der Universität des Saarlandes und seit 2009 Geschäftsführender Direktor des neu gegründeten Helmholtz-Instituts für Pharmazeutische Forschung Saarland (HIPS). Darüber hinaus koordiniert Rolf Müller seit 2016 am  Deutschen Zentrum für Infektionsforschung (DZIF) den Forschungsbereich „Neue Antibiotika“.
Rolf Müller hat mehr als 500 wissenschaftliche Arbeiten veröffentlicht und ist Mitglied der Deutschen Akademie der Technikwissenschaften (acatech, seit 2012), der Leopoldina (seit 2016) sowie der Akademie der Wissenschaften und der Literatur in Mainz (seit 2017). Sein h-Index beträgt 82.

## Ehrungen und Auszeichnungen
| 2001 | PHOENIX Pharmazie Wissenschaftspreis |
| 2002 | DECHEMA-Preis für Naturstoffforschung |
| 2003 | BioFuture-Preis des Bundesministeriums für Bildung und Forschung                                                                                  |
| 2007 | PHOENIX Pharmazie Wissenschaftspreis |
| 2010 | Dechema-Preis der Max-Buchner-Forschungsstiftung                                                                                                  |
| 2012 | Arthur E. Schwarting Preis für beste Veröffentlichung im Journal of Natural Products                                                              |
| 2014 | Ehrendirektor des „Shandong University – Helmholtz Joint Institute for Biotechnology (SHIB)“, Qingdao, China                                      |
| 2016 | David Gottlieb Lecturer, Howard Hughes Medical Institute, University of Illinois, USA                                                             |
| 2016 | “Invitation Fellowship for Research in Japan”, Japanische Gesellschaft zur Förderung der Wissenschaft (JSPS)                                      |
| 2016 | PHOENIX Pharmazie Wissenschaftspreis |
| 2018 | Inhoffen-Medaille, Helmholtz Zentrum für Infektionsforschung (HZI) und Technische Universität (TU) Braunschweig                                   |
| 2018 | The 2018 Treat B. Johnson Lecture in Organic Chemistry and Chemical Biology, Yale Dept. of Chemistry supported by the Treat. B. Johnson Endowment |
| 2019 | Ehrendoktorwürde der Shandong-Universität, China                                                                                                  |
| 2019 | Honorarprofessur an der Universität Kapstadt, Südafrika                                                                                           |
| 2020 | Leibniz Forschungspreis, Leibniz-Forschungsverbund „Wirkstoffe und Biotechnologie“                                                                |
| 2021 | Gottfried Wilhelm Leibniz-Preis, Deutsche Forschungsgemeinschaft (DFG)                                                                            |
| 2023 | Charles Thom Award, Society for Industrial Microbiology and Biotechnology (SIMB)                                                                  |
| 2024 | Tu Youyou Award für herausragende Leistungen in den Bereichen Naturstoff- und Medizinalchemie (MDPI)                                              |